# Pampa de Agnia
Pampa de Agnia (en idioma galés: Llyn Ania o Pant y Ffwdan) es un paraje argentino ubicado en el departamento Languiñeo, provincia del Chubut. La localidad se ubica en el cruce de la Ruta Nacional 25 y la Ruta Provincial 62. El paraje funciona como sitio de descanso para los viajeros y cuenta con un equipo de radiocomunicación instalado en 2012 en una antigua estación de servicio del Automóvil Club Argentino.

## Geografía
Se ubica a 591 m s. n. m. en una pequeña pampa de la meseta patagónica (de allí su nombre). Al sur del paraje se encuentra la Laguna de Agnia. En las estancias de los alrededores se realizan actividades ganaderas.